# La Fortuna (Jalisco)
La Fortuna es una localidad del estado mexicano de Jalisco. Es parte del municipio de Tlajomulco de Zúñiga.

## Demografía
| Censo | Población |
| ----- | --------- |
| 2010  | 573       |
| 2020  | 5 434     |